# فيلي مكاي
فيلي مكاي (بالإنجليزية: Willie McKay)‏ هو شخصية أعمال بريطاني، ولد في يونيو 1959.